# Đường Dmowski

Đường Dmowski

Đường Dmowski (tiếng Ba Lan: Linia Dmowskiego) là một biên giới được đề xuất của Ba Lan sau Thế chiến I. Nó được đề xuất bởi phái đoàn Ba Lan tại Hội nghị Hòa bình Paris năm 1919 và nó được đặt theo tên của Roman Dmowski, Bộ trưởng Ngoại giao Ba Lan. Ba Lan muốn Thượng Silesia, Pomerelia bao gồm Danzig, Warmia và Masuria, tất cả Litva và các khu vực phía tây của Belarus, Polesia, Volhynia và Podolia.

## Ranh giới
Đường ranh giới về phía đông là Ba Lan bởi các ghi chú từ Phái đoàn Ba Lan như sau:
... từ bờ biển Baltic phía đông đường ranh giới Łabiawy dọc theo bờ biển đến phía bắc của Klaipėda và Palanga. ... Từ bờ biển đến phía bắc Libawa tiến tới ranh giới phía đông của biên giới lịch sử giữa Ba Lan 1772 và Courland. Nó đi theo cách này đến quận Iłłukszta ở Courland. Quận này được Ba Lan thu hồi do vị trí địa lý và lợi thế của yếu tố Ba Lan trong dân số. Từ đây, biên giới tiến dọc theo giới hạn của hạt Iłłukszta đến sông Daugava và đi qua bờ phải của nó (Tỉnh Vitebsk) để đi về phía đông song song với sông, và khoảng 30 km đến biên giới của quận Drywiaty, bao gồm, cùng với quận Polock. Tiếp theo nó đi về phía bắc-tây từ Horodka, trở về bờ trái của sông Daugava khoảng 30 dặm về phía tây Vitebsk và đi về phía nam, đi qua phía tây của Sienna tới điểm mà nó tạo ra các ranh giới giữa Minsk và Mohylow Gouvernement, đi từ đường biên giới về phía nam cho đến Berezina, nơi nó chạm biên giới phía bắc của hạt Rzeczyca, sau đó băng qua Berezina, đi theo hướng tây nam đến đầm lầy ở phía đông Mazyr. Từ đó, băng qua Pripyat, ranh giới theo ranh giới giữa hai quận Rzeczyca và Mazyr, sau đó, vẫn đang tiếp tục ở phía tây nam, đi về phía tây tới các thành phố Zwiahel và Ovruch ở Volhynia và đến điểm biên giới của các quận Zaslaw, Ostrog và Zwiahel gặp nhau. Sau đó, đi về phía nam, tuyến biên giới đang phát triển dọc theo biên giới phía đông của các hạt Zaslaw và Starokonstantynów, đến điểm gặp ranh giới của các hạt Latyczów và Ploskirów ở Podolia, vẫn còn hướng về phía nam cho đến khi đến sông Uszyck và đi dọc theo con đường của nó đến Dniester, lúc này là biên giới phía nam giữa Ba Lan và Romania.

 Đề xuất này đã bị từ chối, và sau đó được rút lại bởi tác giả, Roman Dmowski, người, trong các cuộc đàm phán kết thúc cuộc chiến Ba Lan-Bolshevik, đã lên tiếng chống lại việc đưa Minsk. Ông giải thích mong muốn xây dựng một đất nước không có dân tộc thiểu số; chủ đề thực tế là mong muốn ngăn chặn khái niệm liên đoàn (Międzymorze) của Jozef Pilsudski, thậm chí ở một mức độ hạn chế. Do đó, trong Hiệp ước Riga, biên giới Ba Lan-Liên Xô đã được phân định ranh giới trong khoảng cách khoảng 30 km về phía tây và phía bắc của Minsk. Lãnh thổ Ba Lan theo đề xuất của Dmowski được cho là tương đương với 447.000 km 2.